# Łysa Góra (Pieniny Czorsztyńskie)
Łysa Góra (693m), 713 m – szczyt w Pieninach Czorsztyńskich po północnej stronie szczytów Czubata i Ula.
Północno-zachodnie stoki Łysej Góry opadają do zatoki Harczy Grunt, północno-wschodnie również do doliny Harczy Grunt, ale jej górnego, porośniętego lasem odcinka, którego dnem spływa do zatoki bezimienny potok, stok południowo-zachodni opada do Jeziora Czorsztyńskiego. Łysa Góra jest porośnięta lasami Ubocze i Bendyki, ale w jej grzbietowych partiach między Czubatą i Ulą są polany. Również u jej północno-wschodnich podnóży w dolinie Harczy Grunt znajdują się polany Pod Jargiem i Barbarzyna.
Łysa Góra znajduje się w Pienińskim Parku Narodowym w granicach wsi Sromowce Wyżne, w województwie małopolskim, w powiecie nowotarskim, w gminie Czorsztyn

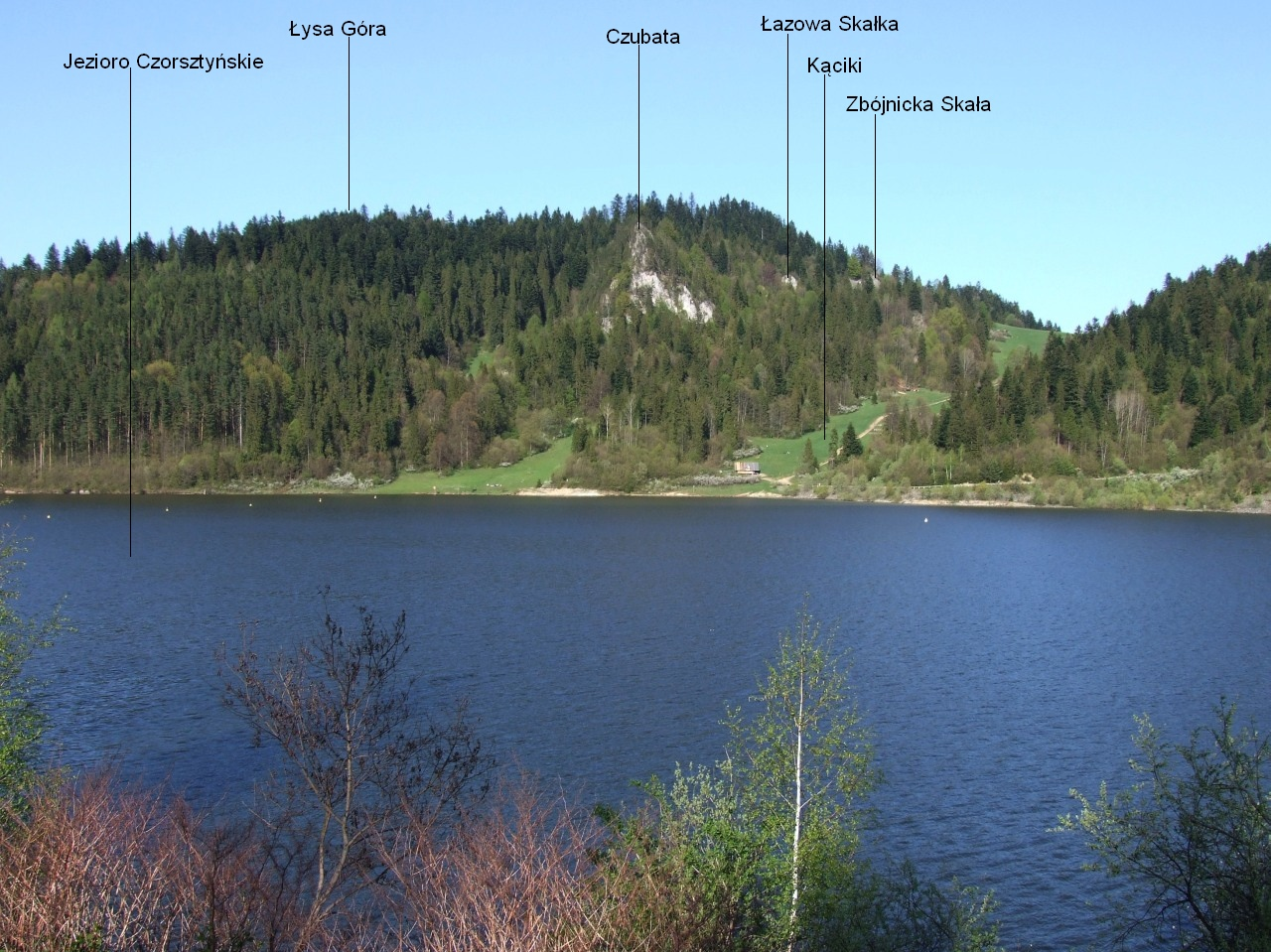
Widok z zapory w Niedzicy